# 赫伯特山脈 (科茨地)
80°20′S 25°30′W / 80.333°S 25.500°W
赫伯特山脈（英語：Herbert Mountains）是南極洲的山脈，位於科茨地，處於哥頓冰川東岸，屬於沙克爾頓山脈的一部分，在1957年由英聯邦探險隊繪入地圖，現時由南極條約體系管理。